# Steropesita
La steropesita és un mineral de la classe dels halurs. Rep el seu nom de Steropes (Στεροπης), Ciclop, fill d'Urà en al·lusió a l'ocurrència del mineral a l'illa de Vulcano, on va treballar el mític Steropes. Aquests mitològics mig-déus van ser ajudants d'Hefest, l'antic déu grec del foc, els tallers dels quals es van al·legar estar situats a Vulcano.

## Característiques
La steropesita és un halur de fórmula química Tl₃BiCl₆. Va ser aprovada com a espècie vàlida per l'Associació Mineralògica Internacional l'any 2008. Cristal·litza en el sistema monoclínic. Segons la classificació de Nickel-Strunz, la steropesita pertany a «03.CK: Halurs complexos, de Bi, etc.“.

## Formació i jaciments
Va ser descoberta al cràter La Fossa, a l'illa de Vulcano, a les Illes Eòlies, Província de Messina (Sicília, Itàlia). Es tracta de l'únic indret on ha estat trobada aquesta espècie mineral.